# Place de la Révolution (Moscou)
La place de la Révolution (russe : Площадь Революции, Plochtchad Revolioutsii) est une place située en plein cœur de Moscou, au nord-ouest de la place Rouge. La place forme un arc du sud-ouest au nord, bordée par la place du Manège au sud-ouest, Okhotny Riad au nord et les édifices la séparant de la rue Nikolskaïa au sud et à l'est. La continuation de la place de la Révolution au nord est la place des Théâtres.
Trois stations de métro desservent cette place : place de la Révolution, Teatralnaïa et Okhotny Riad.

## Histoire
À l'origine la Neglinnaïa coulait à cet endroit avant de se jeter dans la Moskova. Le rempart de Kitaï-gorod avec la chapelle et la porte d'Ibérie sont construits entre 1534 et 1538. La Néglinnaïa est transformée entre 1817-1819 en canal souterrain, ce qui fait que l'endroit devient une grande place à laquelle l'on donne le nom de « place de la Résurrection », d'après l'autre nom de la porte d'Ibérie (porte de la Résurrection). La place reçoit son nom actuel en 1918 d'après la révolution d'Octobre. La porte d'Ibérie est démolie en 1931 (reconstruite en 1994-1995) et en 1935 l'hôtel Moskva (Moscou) est construit au nord de la place, la séparant d'Okhotny Riad (Rangée des Chasseurs). La circulation automobile est ensuite organisée de manière séparée, de façon que la circulation venant de la rue Tverskaïa dans la direction de la place Loubianka longe la place de la Révolution ; à l'inverse, la circulation du côté droit en descendant la rue Tverskaïa longe Okhotny Riad. En 1993, toute la circulation autour du Kremlin est à sens unique dans le sens des aiguilles d'une montre. La place de la Révolution cesse donc d'être un passage de la circulation et devient entièrement piétonnière.
Le petit jardin aménagé en face du Bolchoï à côté de l'hôtel Métropole comporte un monument de granite élevé en 1961 en l'honneur de Karl Marx, avec sur le socle la mention en russe: « Prolétaires de tous les pays, unissez-vous ! ».

## Édifices remarquables
- L'hôtel Métropole (Hotel Metropol en anglais) se trouve sur le côté nord-ouest de la place juste en face du théâtre Bolchoï à l'angle du passage des Théâtres. Il a été construit en 1899-1907 et il était considéré à l'époque comme un exemple parfait de l'Art nouveau moscovite[2].
- L'hôtel Moskva (Moscou) se trouve sur le côté Nord de la place qu'il sépare d'Okhotny Riad. Il a été construit entre 1932 et 1938 par Alexeï Chtchoussev et démoli en 2004, malgré le fait qu'il était inscrit au patrimoine architectural. Il est entièrement reconstruit en gardant son apparence d'origine et appartient désormais au groupe Four Seasons qui l'ouvre en 2014.
- L'édifice (en rouge) du musée Lénine et du musée de la guerre patriotique de 1812, construit en 1890-1892 par Dmitri Tchitchagov pour servir de Douma de la ville de Moscou (assemblée élue de la ville).
- La porte de la Résurrection est construite en 1535, reconstruite en 1680, démolie en 1931 et refaite à l'identique 1994-1996. Elle relie la place de la Révolution à la place Rouge.

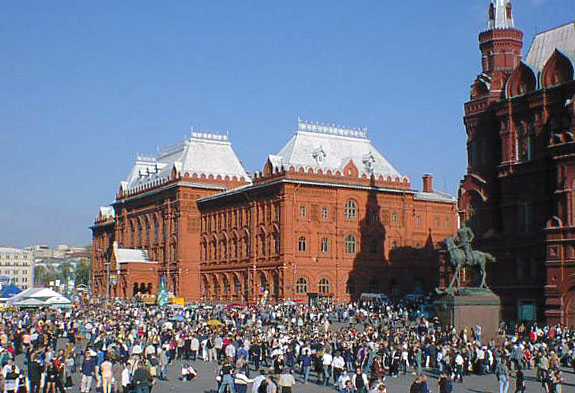
La place de la Révolution avec au fond l'ancienne Douma municipale et à droite la statue équestre du maréchal Joukov.
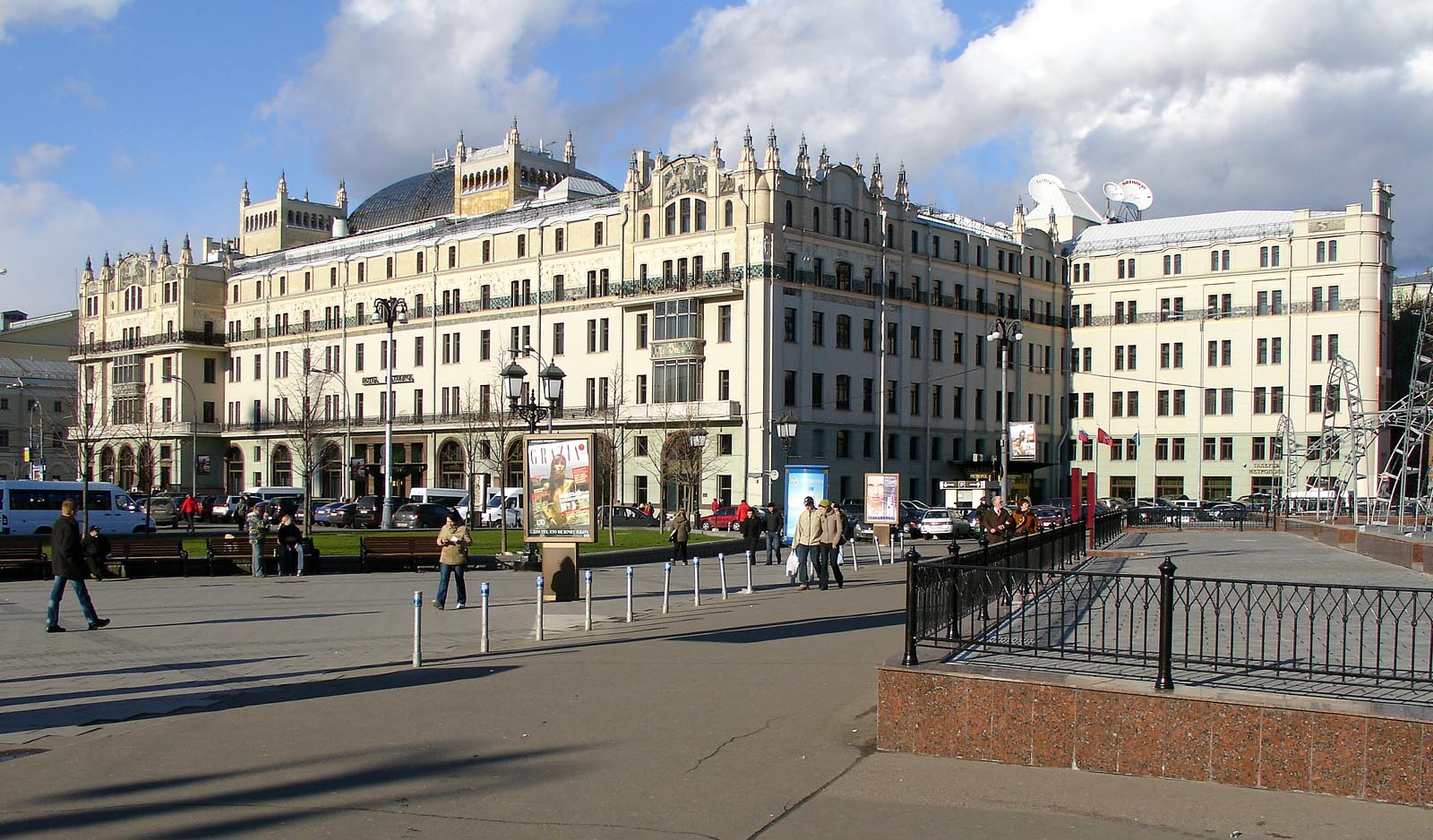
L'hôtel Métropole et la place de la Révolution.
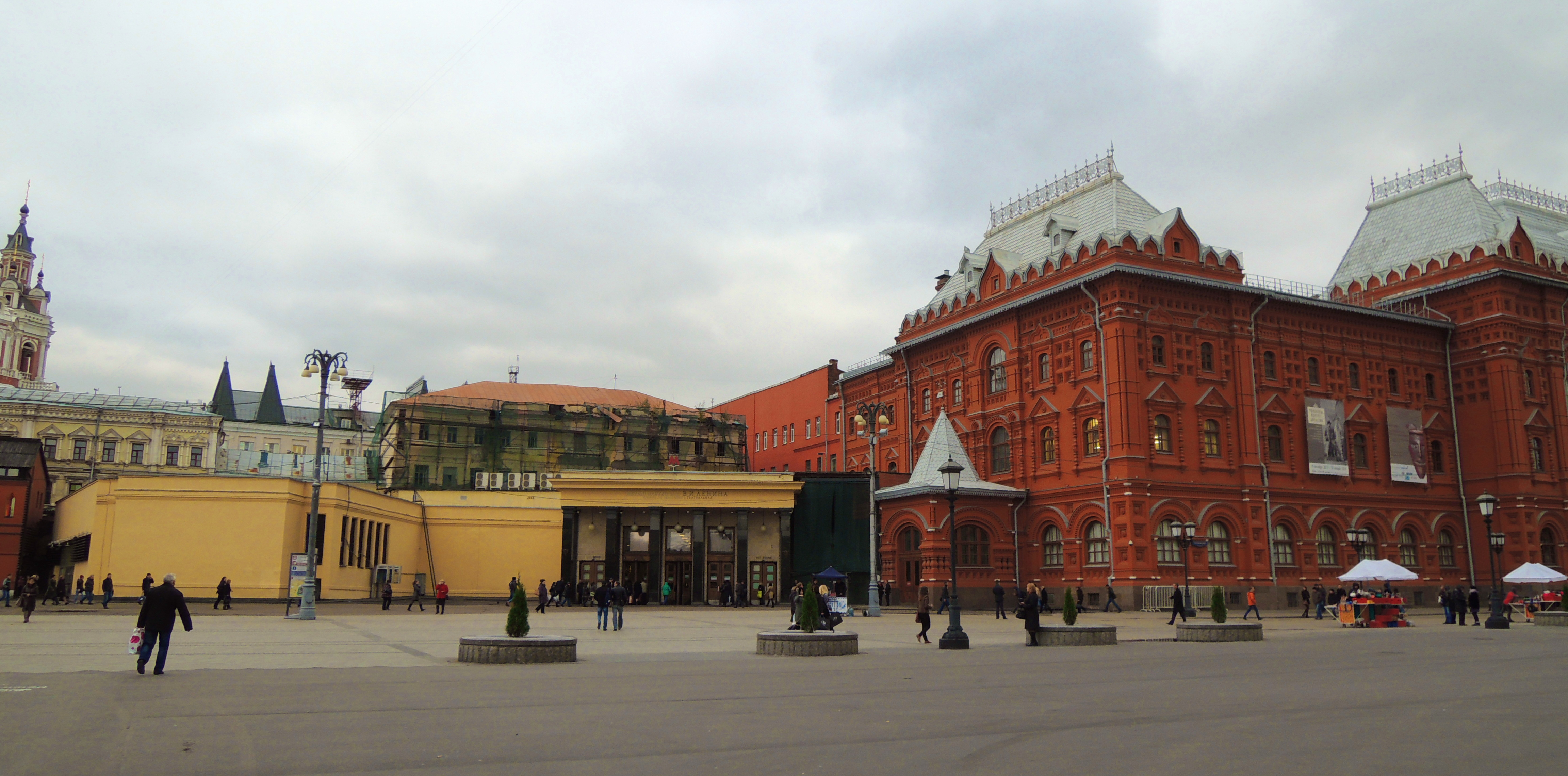
Sortie du métro (en jaune).